# Pont de Frynaudour
Le pont de Frynaudour, autrement appelé « viaduc du Leff », est un pont en treillis métallique conçu en 1893 sur le Leff, reliant les communes de Quemper-Guézennec et Plourivo (Côtes-d'Armor).
Ce pont est situé sur la voie ferroviaire reliant Guingamp et Paimpol.

## Étymologie
Le lieu-dit "Frynaudour" est une francisation d'une locution bretonne: "Fri-an-daou-dour" ("le nez des deux eaux"), référence à la confluence des deux rivières: Le Trieux et le Leff, à cet endroit.

## Situation ferroviaire
Le viaduc de Frynaudour est situé au point kilométrique (PK) 530,044 de la ligne de Guingamp à Paimpol, environ 3 km après Pontrieux, juste avant la halte de Frynaudour et celle de Traou-Nez.

## Historique
La construction du Viaduc a été supervisée par l'ingénieur Louis Harel de la Noë.
Les pierres granitiques constituant l'ouvrage maçonné proviennent de l'ancienne forteresse de Frinaudour, à l'époque propriété de Louis d'Acigné, et détruite sur ordre de Jean VIII d'Acigné sous Henri IV.
Le pont a été victime d'un sabotage à l'explosif le 8 avril 1944[réf. nécessaire].

## Architecture
Le « pont bleu », comme on l'appelle dans la région, se compose de dix-huit mailles, sur une longueur de soixante-cinq mètres de long environ. Le tablier métallique du pont repose sur la culée en béton des piliers maçonnés en pierre, constitués de trois travées chacun, de chaque côté du Leff. L'ensemble fait environ 152 m de long.
Le pont se compose principalement de poutrelles métalliques en fer assemblées entre elles par rivetage. D'une largeur de quatre mètres environ, il encadre une seule voie ferrée : la ligne de Guingamp à Paimpol.
Une nacelle métallique de même style, suspendue sous la corde inférieure, est également intégrée à l'ouvrage et permet au besoin de faire des visites techniques sous le tablier.

## Galerie photos

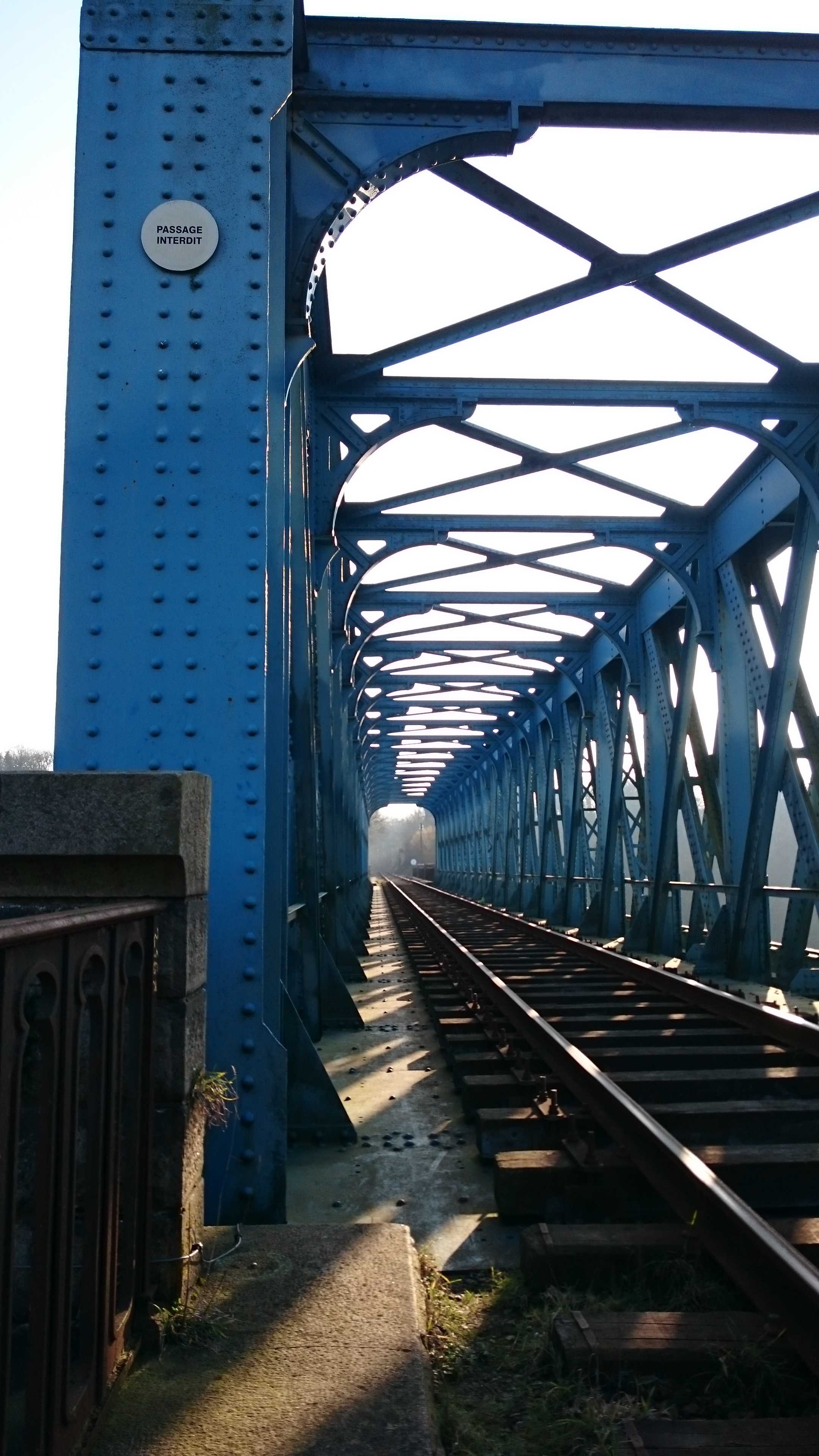
Entrée du pont, côté Plourivo
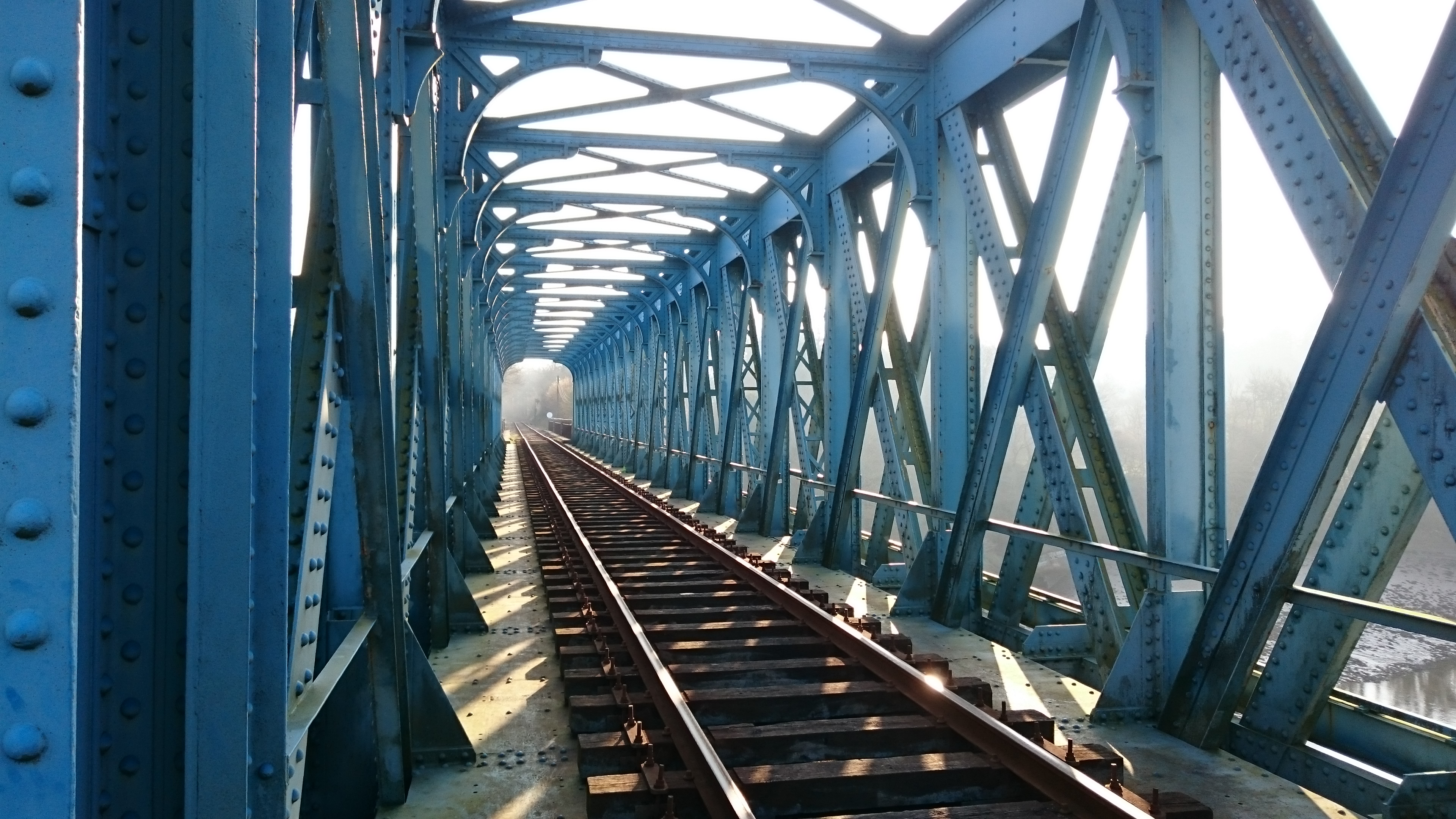
Vue de l'intérieur du pont en treillis
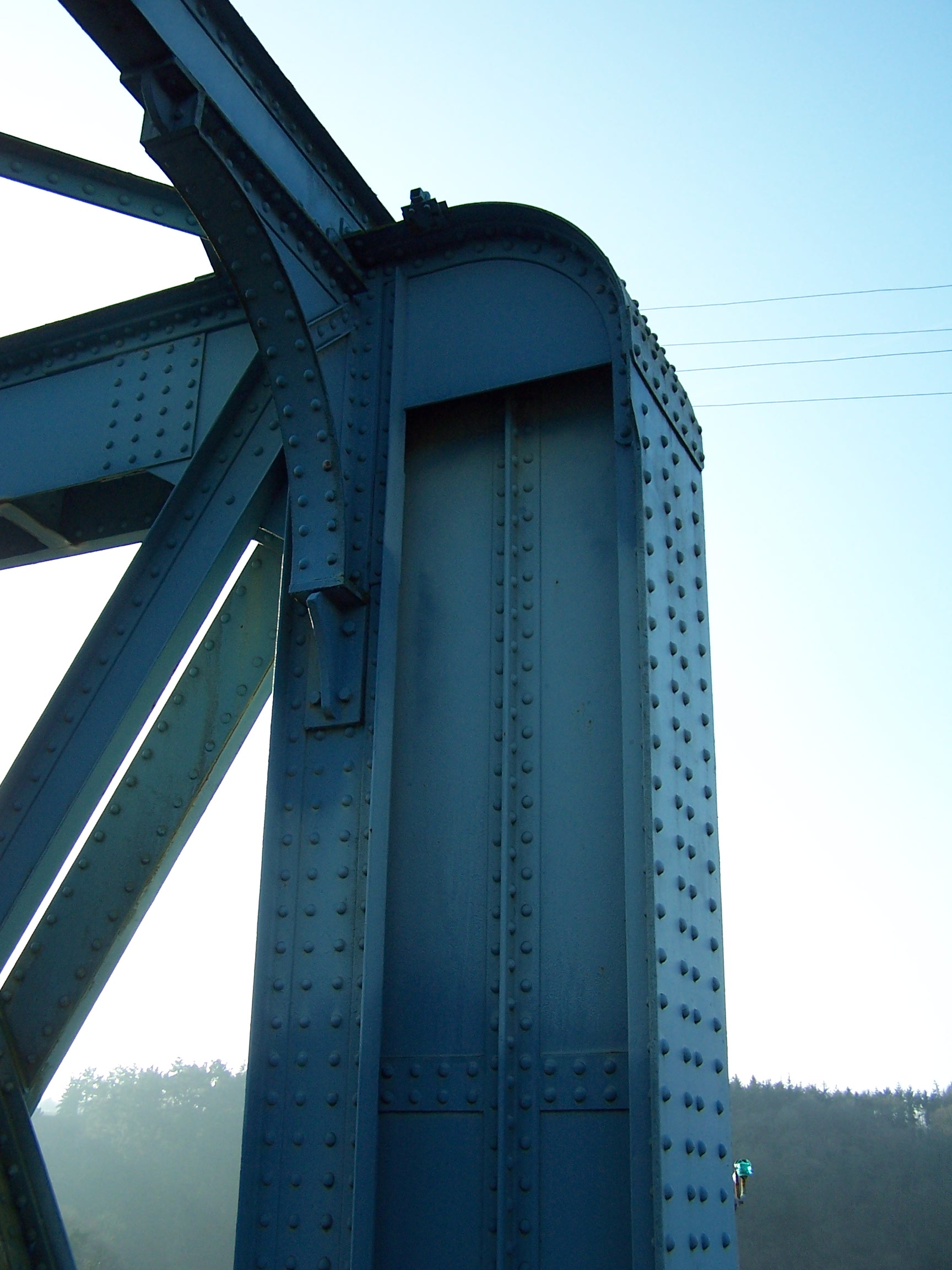
Vue en détail du montant du pont de Frynaudour - Plourivo
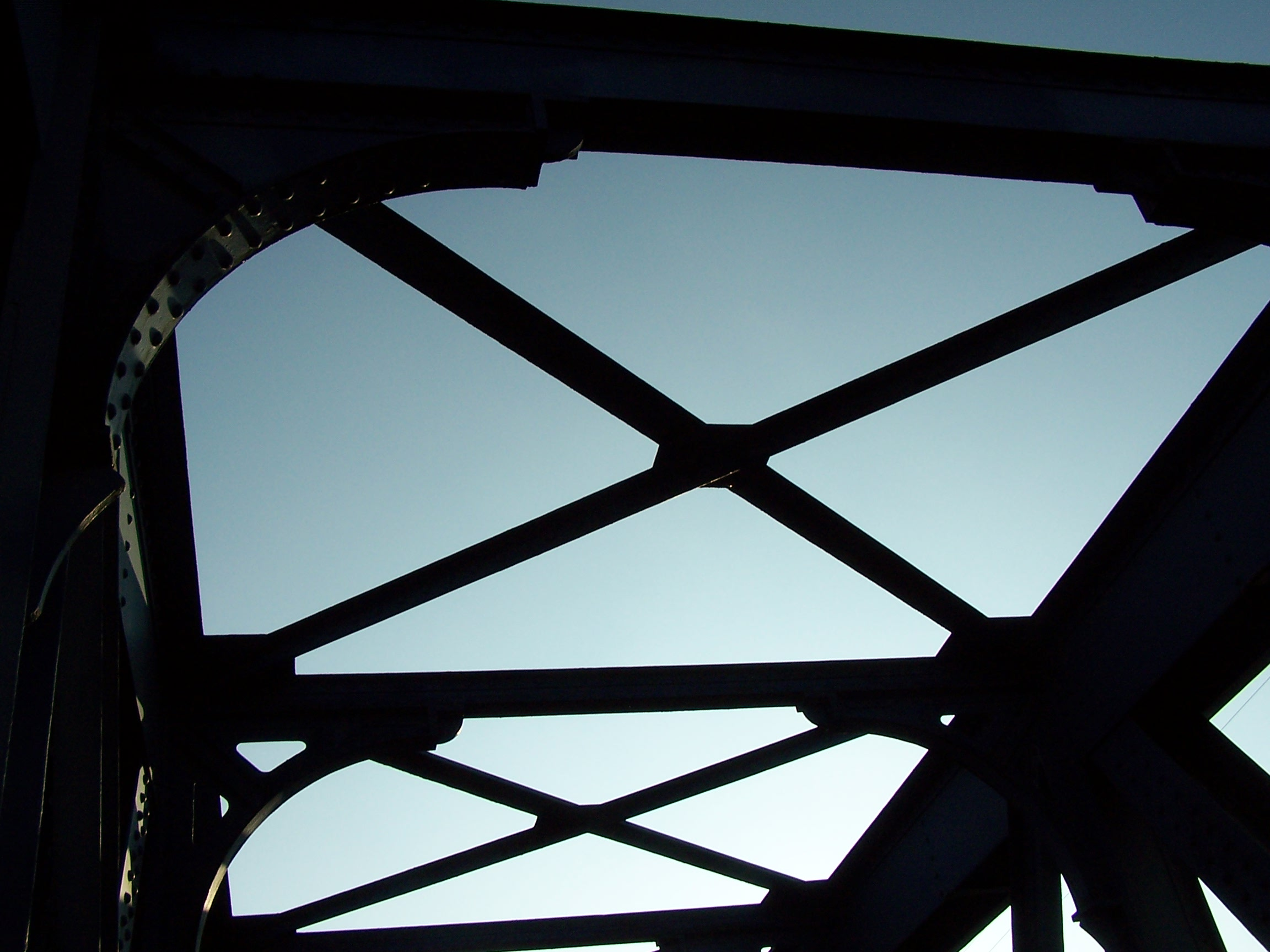
Détail de la partie supérieure haute du pont